# Верешимский сельсовет
Верешимский сельсовет — сельское поселение в Лопатинском районе Пензенской области Российской Федерации.
Административный центр — село Верешим.

## История
Статус и границы сельского поселения установлены Законом Пензенской области от 2 ноября 2004 года № 690-ЗПО «О границах муниципальных образований Пензенской области».

## Население
| 2002 | 2010 | 2012 | 2013 | 2014 | 2015 | 2016 |
| ---- | ---- | ---- | ---- | ---- | ---- | ---- |
| 762  | ↘668 | ↘620 | ↗645 | ↘624 | ↘608 | ↘591 |
| 2017 | 2018 | 2021 |      |      |      |      |
| ↘580 | ↘567 | ↘527 |      |      |      |      |

## Состав сельского поселения
| № | Населённый пункт | Тип населённого пункта       | Население |
| - | ---------------- | ---------------------------- | --------- |
| 1 | Верешим          | село, административный центр | ↗360      |
| 2 | Камаевка         | село                         | ↘142      |
| 3 | Колбинка         | село                         | ↘109      |
| 4 | Никольское       | село                         | ↘54       |
| 5 | Новый Чардым     | село                         | ↘3        |